# Alan Ameche
Alan Dante Ameche (* 1. März 1933 in Kenosha, Wisconsin; † 8. August 1988 in Houston, Texas, geboren als Lino Dante Amici), Spitzname: „The Horse“, war ein US-amerikanischer American-Football-Spieler. Er spielte als Fullback bei den Baltimore Colts in der National Football League (NFL).

## Jugend
Die Eltern von Alan Ameche, August und Elizabeth Ameche, stammten aus Italien und waren in die USA eingewandert, entschlossen sich aber nach Italien zurückzukehren. Nach einem Aufenthalt von einem Jahr machten sie ihren Entschluss rückgängig und kehrten in die USA zurück. Der ursprüngliche Name der Familie wurde in Ameche umgewandelt. Im Alter von 16 Jahren gab sich Alan Ameche dann selbst seinen neuen Vornamen, da er der Meinung war, dass sich seine vorhergehenden Namen nicht „hart“ genug anhören. Ameche spielte in Kenosha an der High School American Football und wurde aufgrund seiner sportlichen Leistungen zum Auswahlspieler gewählt. Im Jahr 1950 blieb dabei seine Mannschaft ungeschlagen und er erzielte 108 Punkte. Ameche war auch ein guter Leichtathlet und wurde von seiner Schule sowohl als Leichtathlet, wie auch als Footballspieler ausgezeichnet.

## Spielerlaufbahn

### Collegekarriere
Alan Ameche studierte von 1951 bis 1954 an der University of Wisconsin–Madison. Seinen Spitznamen erhielt er von einem Assistenztrainer seiner College-Football-Mannschaft, da er nach dessen Ausführungen „arbeite wie ein Pferd“. In den Jahren 1953 und 1954 wurde er zum All-American gewählt. 1954 wurde er mit der Heisman Trophy ausgezeichnet. Während seiner Collegekarriere erzielte er 25 Touchdowns und bei 673 Läufen einen Raumgewinn von 3.212 Yards. Im Jahr 1955 spielte er unter Head Coach Curly Lambeau im College-All-Star-Game gegen die Cleveland Browns. Sein Team gewann mit 30:27.

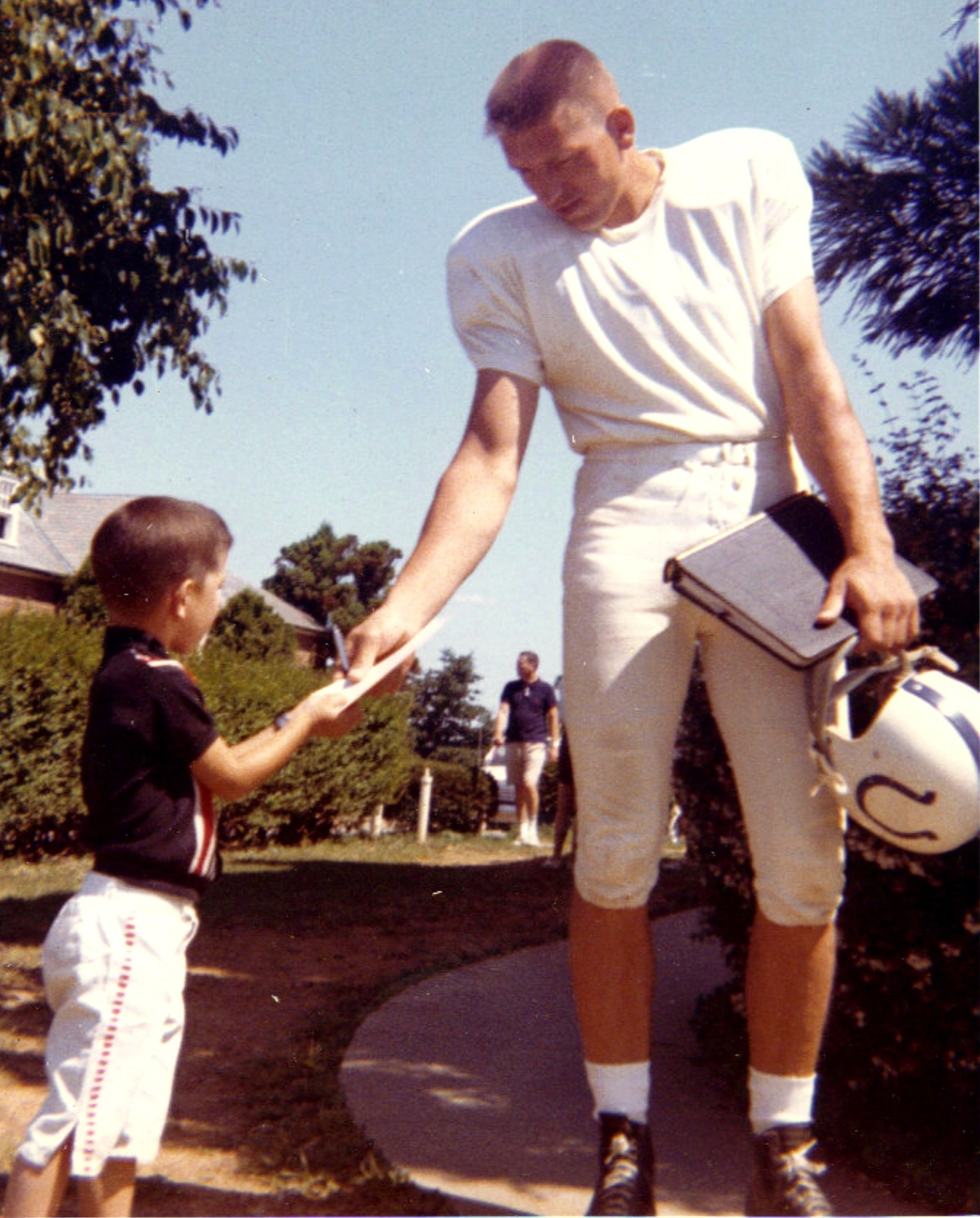
Johnny Unitas

### Profikarriere
Alan Ameche wurde durch die Baltimore Colts im Jahr 1955 in der ersten Runde an zweiter Stelle gedraftet. Die Colts zahlten Ameche ein Gehalt von 15.000 US-Dollar. Trainer der Mannschaft war Weeb Ewbank, dem es im Laufe der Jahre gelang, aus den Colts ein Spitzenteam zu formen. Zahlreiche weitere Spitzenspieler wie Johnny Unitas, Lenny Moore oder Raymond Berry konnten durch die Colts verpflichtet werden. Im Jahr 1958 zog die Mannschaft aus Baltimore in das NFL-Meisterschaftsspiel ein. Gegner waren die New York Giants, die mit 23:17 besiegt werden konnten. Ameche trug sich dabei in die NFL Geschichtsbücher ein. Immer wieder von Unitas in Szene gesetzt, gelangen ihm zwei Touchdowns. Der letzte Touchdown entschied das Spiel, da er in der Overtime erzielt wurde. Das Spiel wird von vielen Footballfans als das beste Footballspiel aller Zeiten bezeichnet.
Im Jahr 1959 konnte Ameche seinen zweiten Titel gewinnen. Erneut waren die Giants im NFL Endspiel der Gegner. Sie mussten sich nochmals, diesmal mit 31:16, geschlagen geben.
Nach der Saison 1960 beendete Alan Ameche seine Laufbahn.

## Familiäres
Alan Ameche war der Cousin der Hollywood-Schauspieler Don Ameche und Jim Ameche.

## Nach der NFL
Zusammen mit seinem Mitspieler Gino Marchetti gründete Ameche 1957 die Restaurantkette „Gino’s“. Alan Ameche war verheiratet und hatte sechs Kinder. Er starb an einem Herzinfarkt und ist auf dem Calvary Cemetery in West Conshohocken, Pennsylvania, beerdigt.

## Ehrungen
Alan Ameche erhielt 1954 die Heisman Trophy. Seine Rückennummer wird an seinem College nicht mehr vergeben. Er spielte viermal im Pro Bowl, dem Abschlussspiel der besten Spieler einer Saison. Ameche wurde viermal zum All-Pro gewählt. Er ist Mitglied im NFL 1950s All-Decade Team, in der Italian American Sports Hall of Fame, in der Wisconsin Athletic Hall of Fame und in der College Football Hall of Fame.